# ABrowse
ABrowse — веб-браузер для операционной системы Syllable. Для работы браузер использует порт KHTML (открытый движок вывода веб-страниц). В начале ABrowse и порт открытого движка вывода веб-страниц KHTML были сделаны Куртом Скауеном (Kurt Skauen) для его более не существующего проекта AtheOS.
Порт KHTML общается с виджетами операционной системы (GUI) посредством Qt.
Из-за большого объёма работ и трудностями по поддержке текущих портов KHTML в Syllable, были обсуждены другие открытые движки вывода веб-страниц (типа Gecko), но разработчик Syllable Арно Кленке (Arno Klenke) поддерживает порт KHTML в достаточно свежем состоянии. К тому же KHTML является более лёгким движком чем Gecko и написан на чистом C++, это позволяет более безболезненно портировать его на Syllable вместе c Qt (который тоже написан на C++), Gecko построен на более большой и разнообразной базе кода, таким образом на создание будущего порта Gecko будет потрачено гораздо больше времени и усилия по портированию кода.